# Nurago

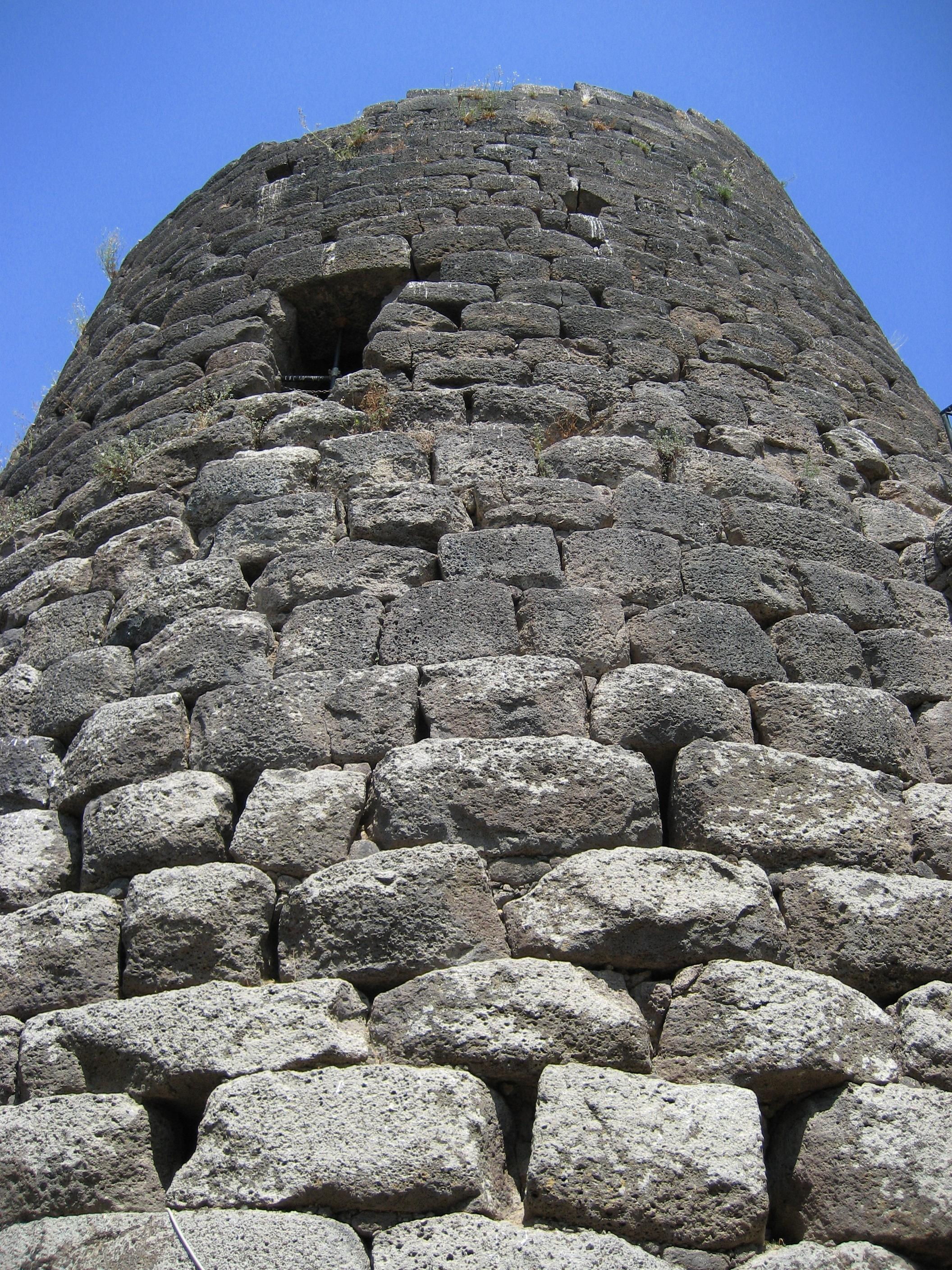
Torre central do nurago em Torralba.

Nurago ou Nurague é um tipo de torre-fortaleza troncocónica, próprio da Cultura nuráguica (ou nurágica) da Sardenha, em que se aplica o princípio da falsa cúpula, originário do Mediterrâneo oriental. São construções que datam da Idade do Bronze, a partir do II milénio a.C.

## Etimologia
Os substantivos «nurago» e «nurague» entram na língua portuguesa por via do sardo "nuraghe", que encerra o mesmo significado. Por seu turno, o étimo nuraghe, em sardo crê-se que terá uma origem, incerta, mas seguramente pré-romana.
Há linguistas que hipotisam que a palavra possa ter relação com nomes de lugares sardos, tais como Nurra, Nurri, Nurru, ou como o termo sardo nurra = empilhamento de pedras ou cavidade no solo, embora tais sentidos sejam de difícil conciliação. Uma conexão com a base semítica árabe nür (luz, fogo), por seu turno, é hoje amplamente rejeitada. A palavra latina murus (muro) pode estar relacionada, sendo, em todo o caso, a tese de que possa provir de uma derivação murus-*murague-nurague, bastante discutível.
Outra teoria etimológica sugere uma origem proto-basca, do termo nur (pedra), acrescido da desinência comum
do plural -ak, o sufixo paleo-sardo -ake, também encontrado em algumas línguas indo-europeias como o latim
e o grego. Outra possível explicação é que a palavra vem do nome do herói mitológico ibérico Norax, e a
raiz *nur seria uma adaptação da raiz indo-europeia *nor.

## Características gerais
Encontram-se os nuragos típicos em áreas onde se distribuíam as culturas sardas pré-históricas, ou seja, não muito longe de planícies aluviais (embora atualmente poucos nuragos estejam em
planícies, pois estas foram destruídas pela atividade humana, como agricultura, represas, estradas,
etc.). Exteriormente, parecem-se com torres cónicas truncada, por isso lembrando torres medievais, com um teto interior semelhante ao de um tholos.
As paredes da estrutura possuem três componentes: 
- uma parede externa, inclinada para o interior e feita de muitas camadas de pedras cujo tamanho diminui à medida que a torre sobe; geralmente, as camadas inferiores apresenta pedras grosseiramente lavradas, enquanto as superiores tendem a apresentar uma lavra ashlar, mais apurada;
- uma parede interior, feita de pedras menores, que forma um domo de pedras sobrepostas, em formato de bala, como num tholos, feita geralmente de lavra apurada;
- Entre as duas paredes há uma camada de terra e pequenas pedras, que deixa toda a construção muito forte.

Destarte, a construção consegue manter-se de pé graças ao peso das pedras, algumas das quais podem chegar a várias toneladas. Alguns nuragos têm cerca de 20 metros de altura. O maior
que se conhece, o Nuraghe Arrubiu, alcança alturas de 25 a 30 metros.
A entrada leva a um corredor, cujos lados desembocam para vários nichos que levam à câmara redonda. Uma escada em espiral, construída entre as grossas paredes, leva aos andares superiores
(se existirem) ou ao terraço, sendo iluminada por pequenas aberturas. Uma torre de nurago pode
ter até três abóbadas de pedra, uma acima da outra. Em nuragos complexos é comum a presença de
corredores, às vezes com abóbada, como em Santu Antin, onde os corredores com abóbadas se
sobrepõem em dois níveis, alcançando um comprimento de 27 metros.
Hoje restam de pé menos de 7.000 nuragos, sendo o número original bem maior. Os nuragos são mais
comuns nas partes nordeste e centro-sul da ilha.

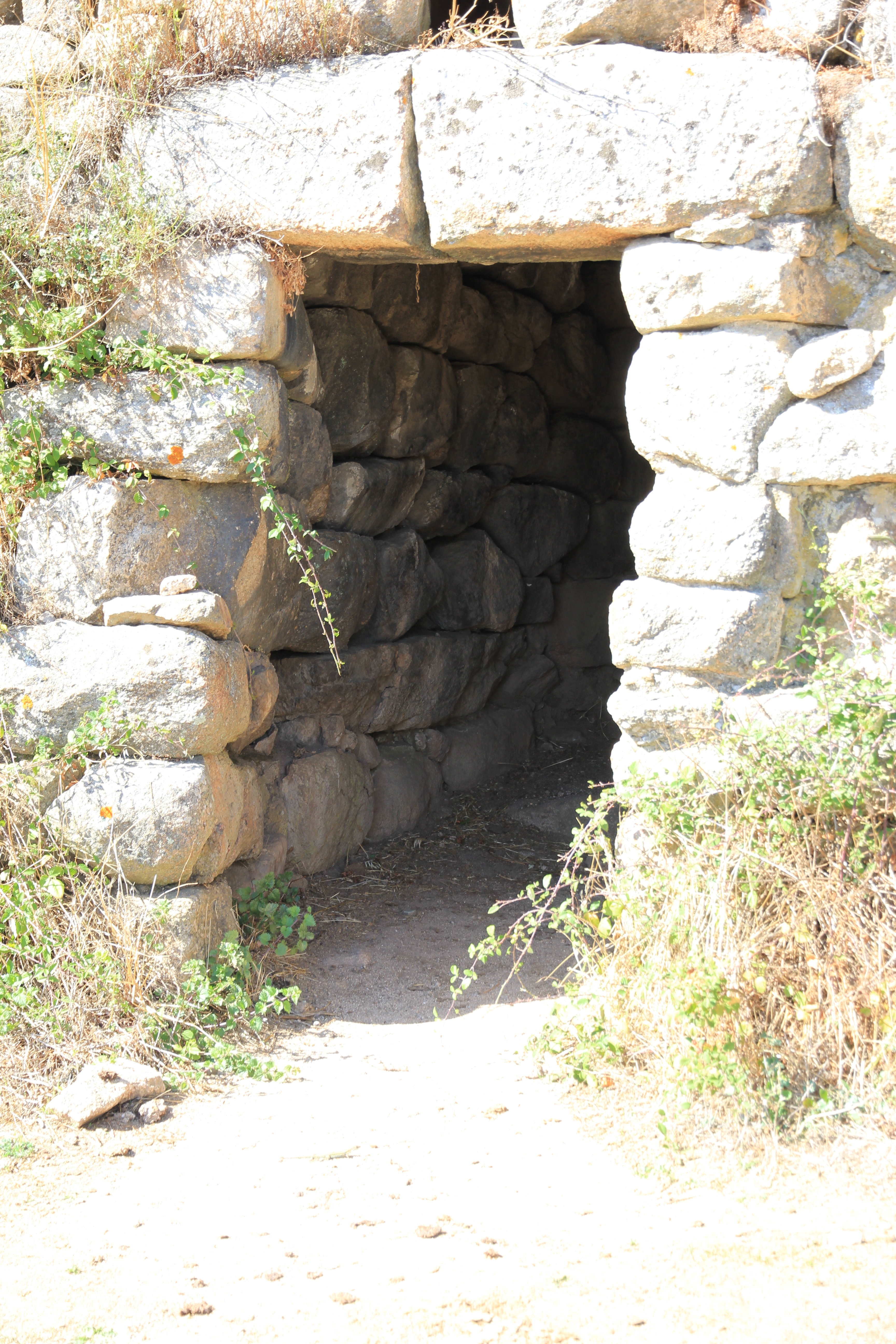
Acesso
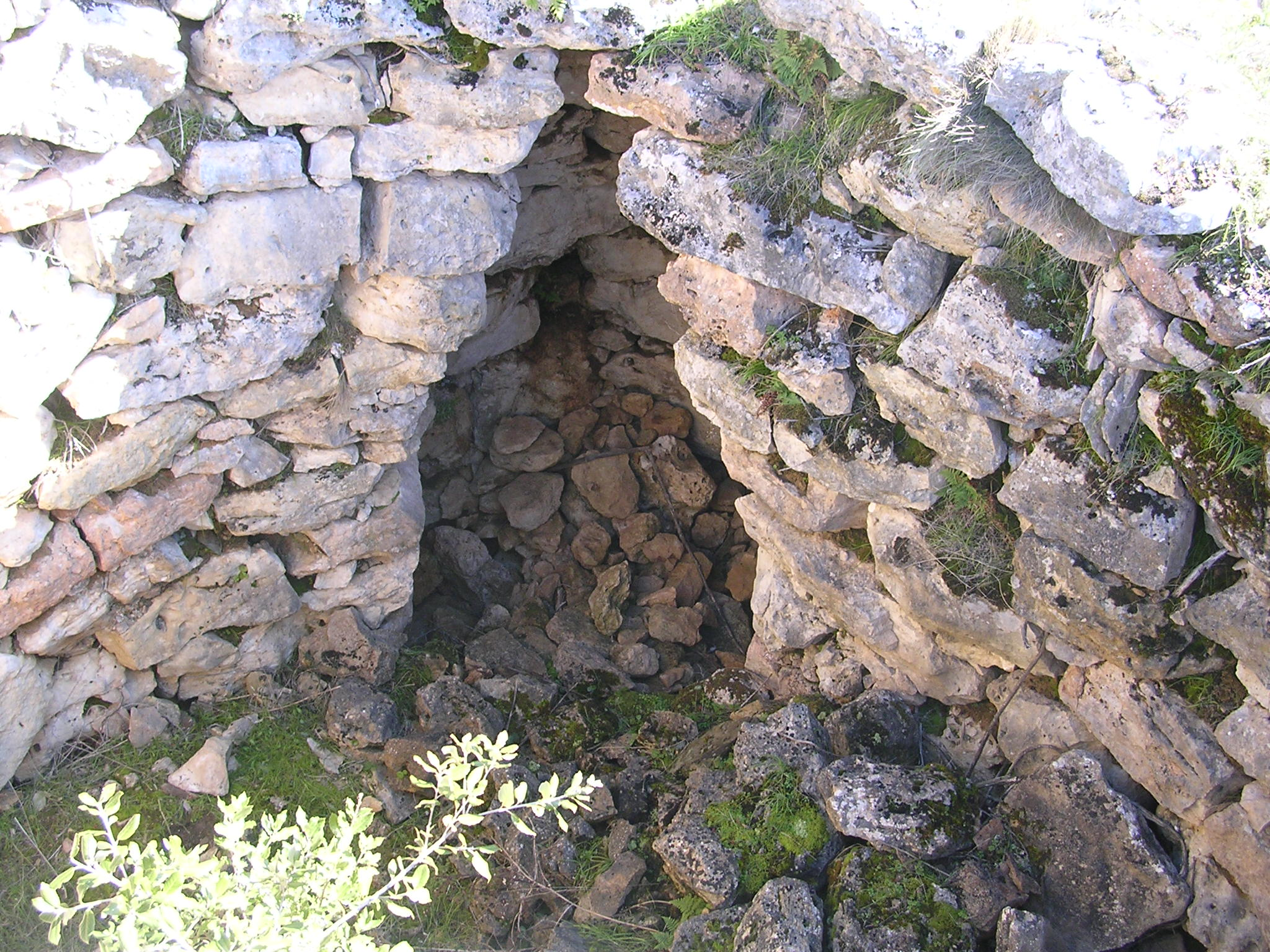
Nicho da câmara central
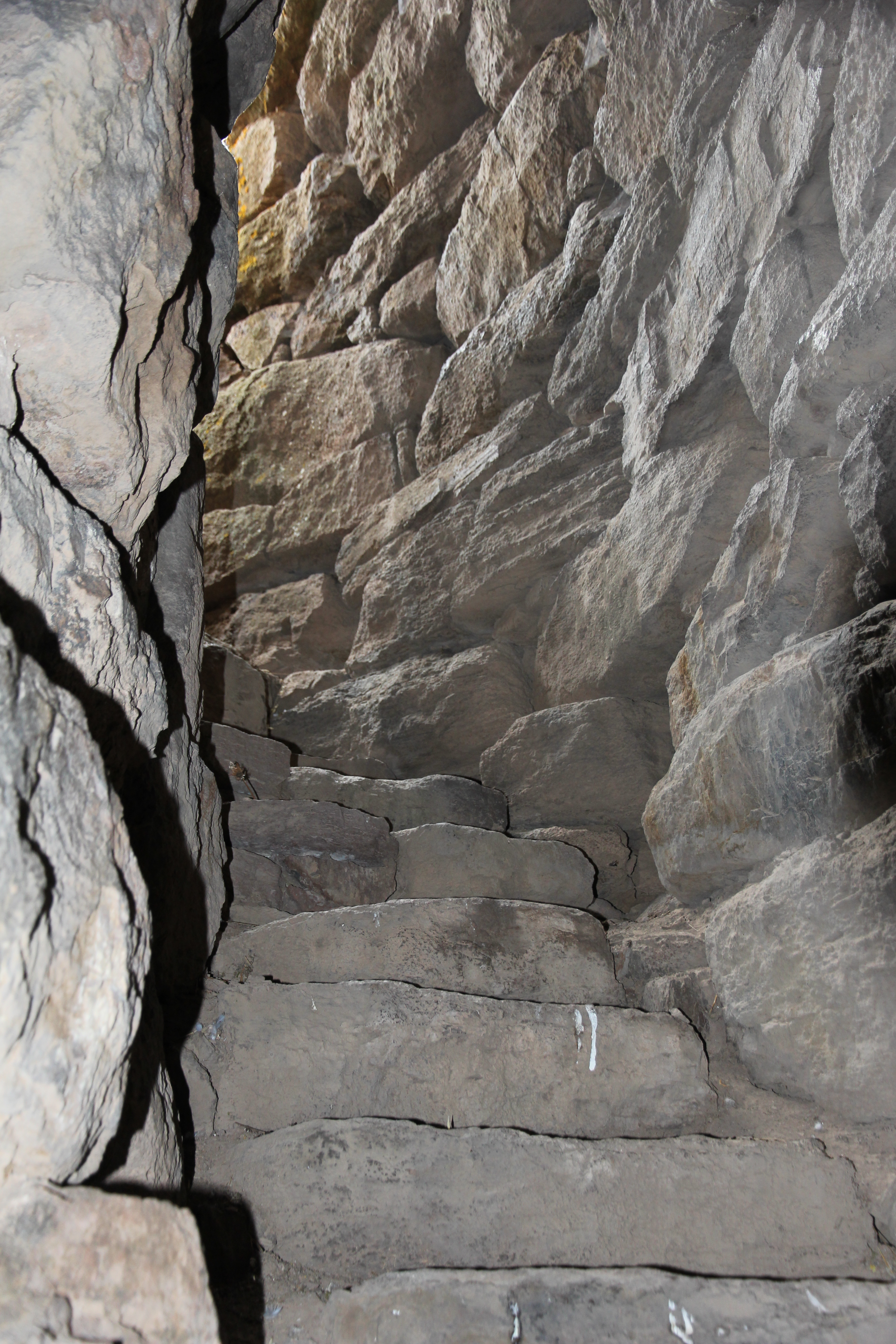
Escadaria
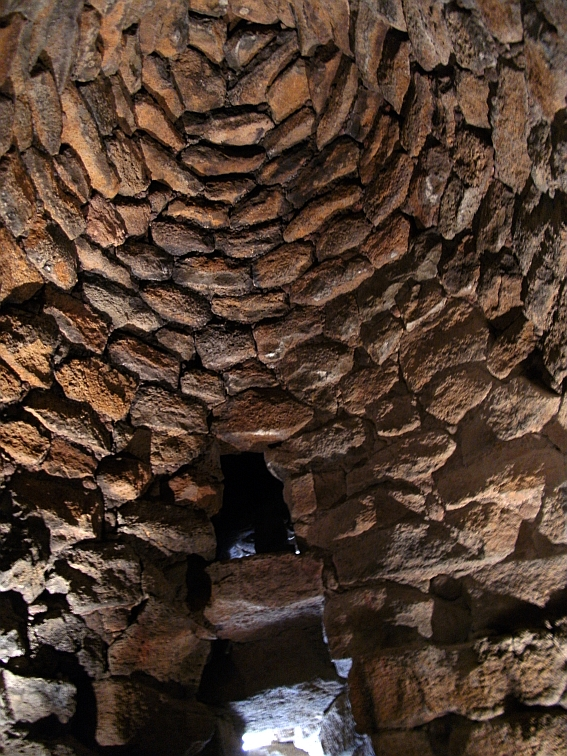
Tholos do nurago de Sant'Antine
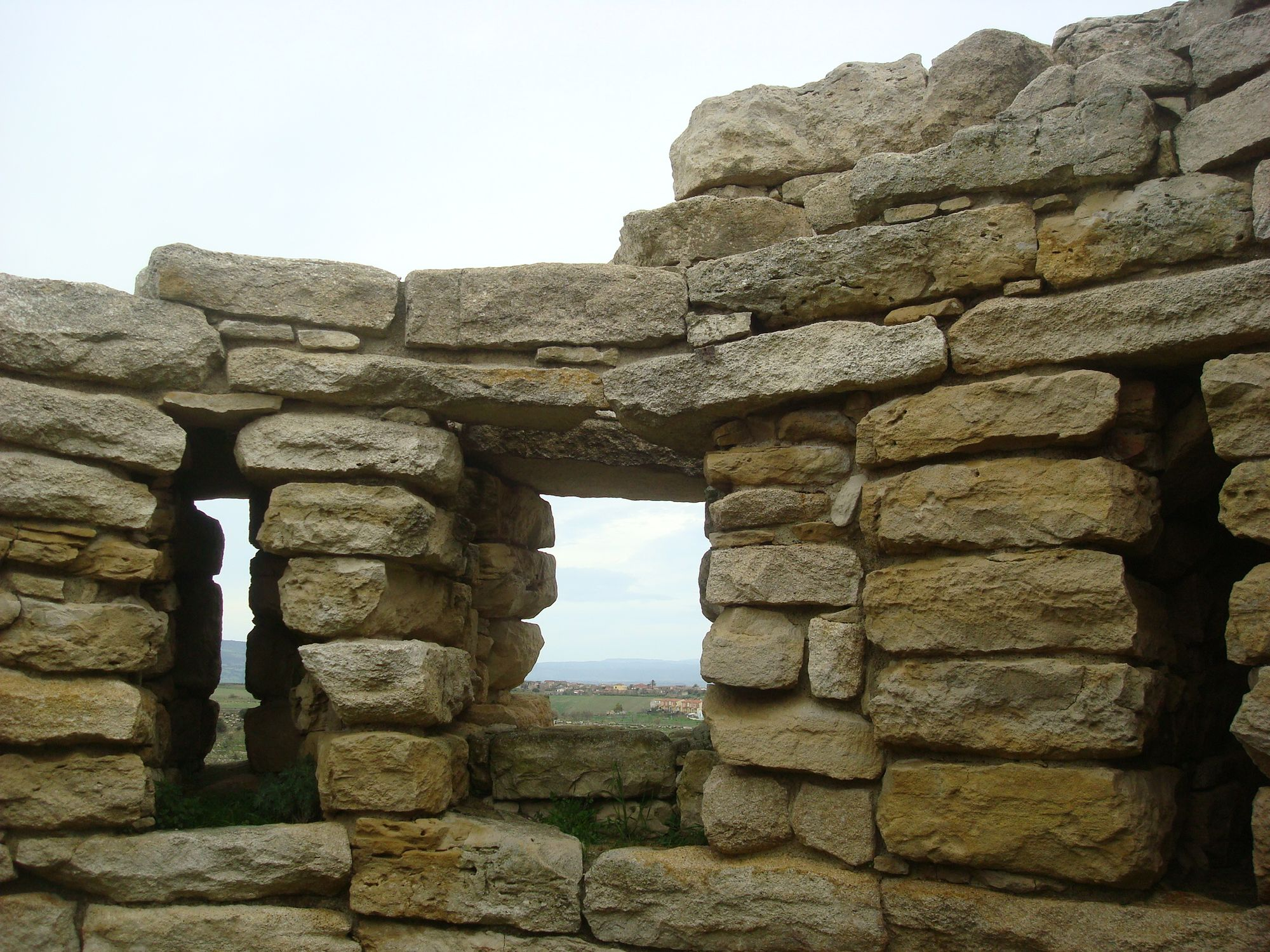
Janelas e aberturas

## Função

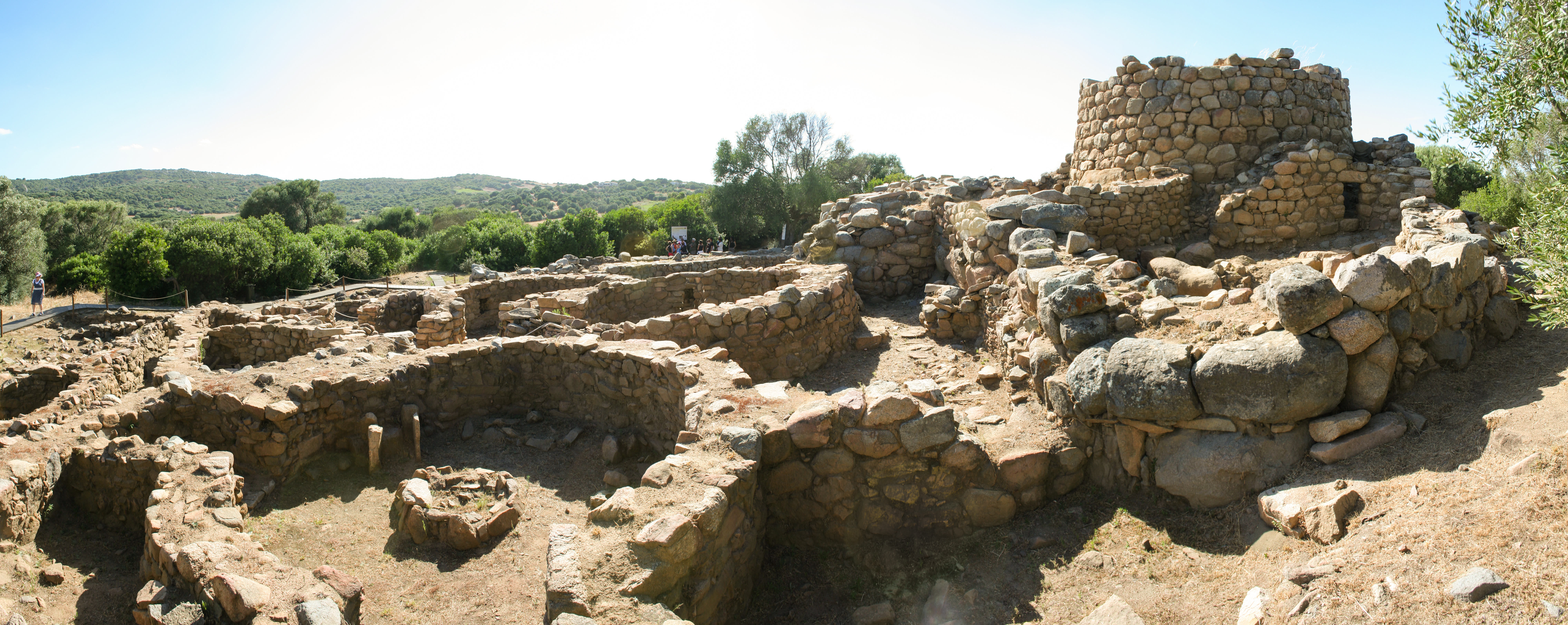
Nurago La Prisciona, vila nurágica perto de Arzachena, Sardenha

Não há consenso quanto à função dos nuragos: podem ter sido residências de líderes, fortalezas militares,
salões de reunião, templos religiosos, residências comuns ou uma combinação de tudo isso. Entretanto,
alguns nuragos estão situados em lugares estratégicos - como colinas - de onde importantes passagens
podiam ser controladas. Crê-se que poderão ter desempenhado um papel intermédio, entre  "símbolo de estatuto" e edificação de "defesa passiva", algo que preveniria contra a chegada de possíveis inimigos.
Os nuragos também podem ter sido o "símbolo nacional" dos povos nurágicos. Modelos em pequena escala de
nuragos têm sido frequentemente escavados em sítios religiosos (p. ex. no templo "labirinto" em Su
Romanzesu, perto de Bitti, na Sardenha central. Os nuragos poderiam ter apenas uma ligação com riqueza e
poder, ou ser uma indicação de que o lugar já tinha dono. Há teorias recentes, se bem que ainda não confirmadas, que tendem a sugerir que as cidades sardas eram entidades independentes (como cidades-estado, embora em
sentido geográfico elas não fossem cidades) que formavam federações. Pelo que a construção dos nuragos poderia
depender de acordos de distribuição de território entre as unidades federadas.
Em 2002, Juan Belmonte e Mauro Zedda mediram a orientação das entradas (Declinação e Azimute) de 272
nuragos simples e as torres centrais de 180 nuragos complexos. Os dados revelaram claros picos que
correspondem à orientação do nascer do sol no solstício de inverno e da Lua em sua posição
de nascimento mais ao sul. Esses alinhamentos permaneceram constantes durante toda a história dos
nuragos. As declinações mais comuns encontradas eram de -43° nos nuragos mais antigos e de 45,5°
nos nuragos mais recentes. Zedda sugeriu que o alvo da declinação seria uma estrela, possivelmente Alfa de Centauro.

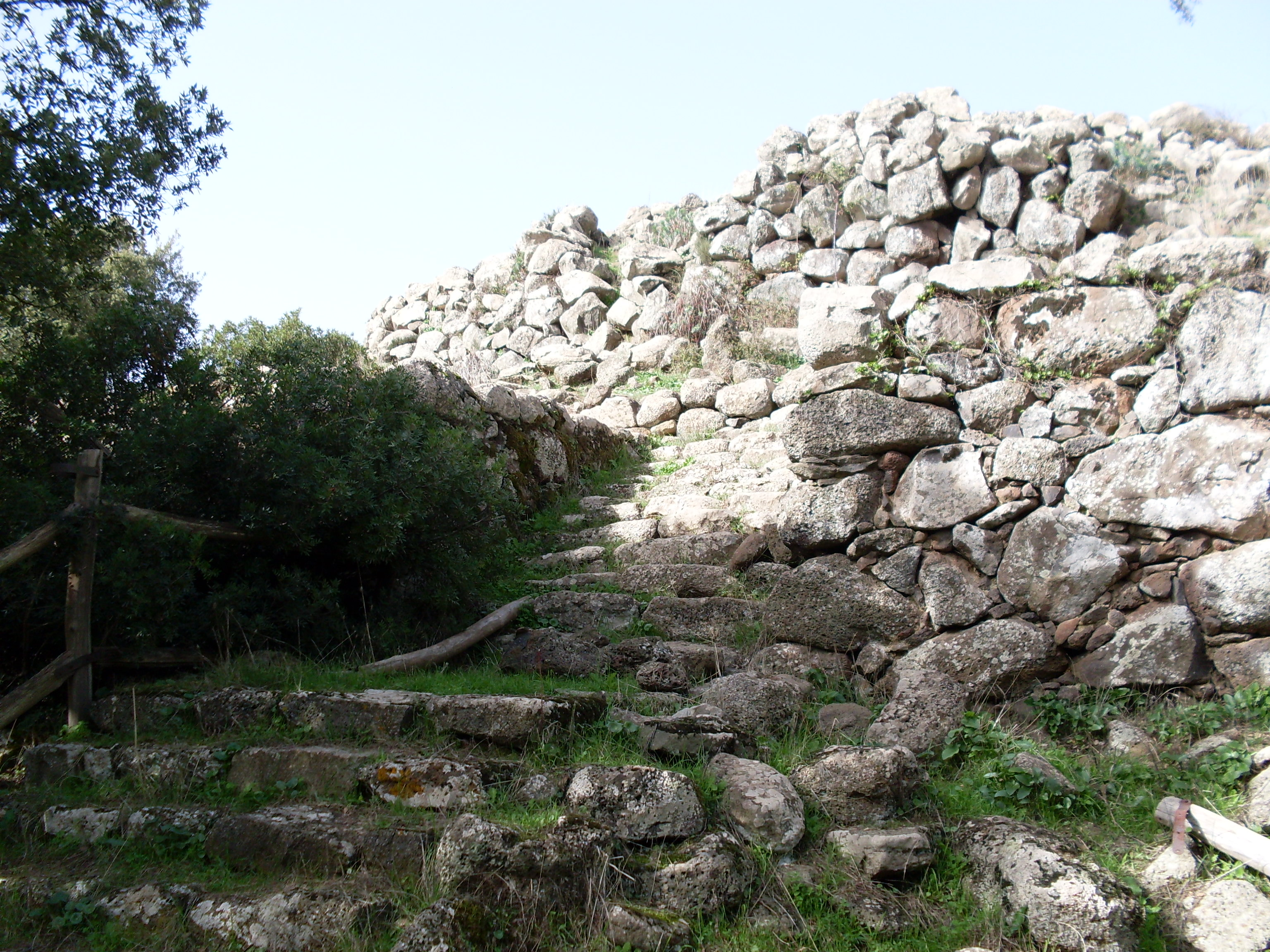
Protonurago Bruncu Madugui, Gesturi

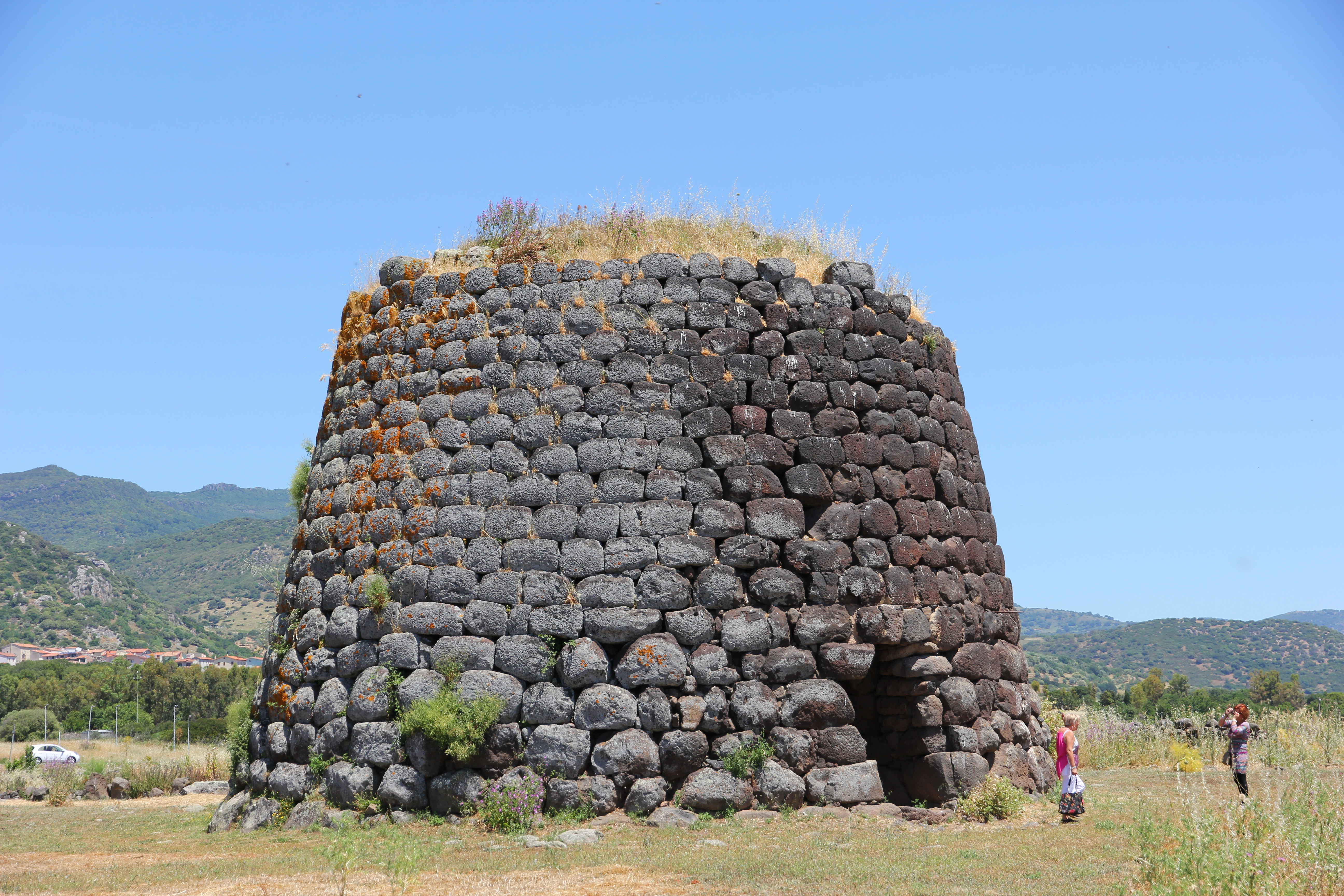
Nuraghe di Santa Sabina, from Silanus, um exemplo de nurago de apenas uma torre.

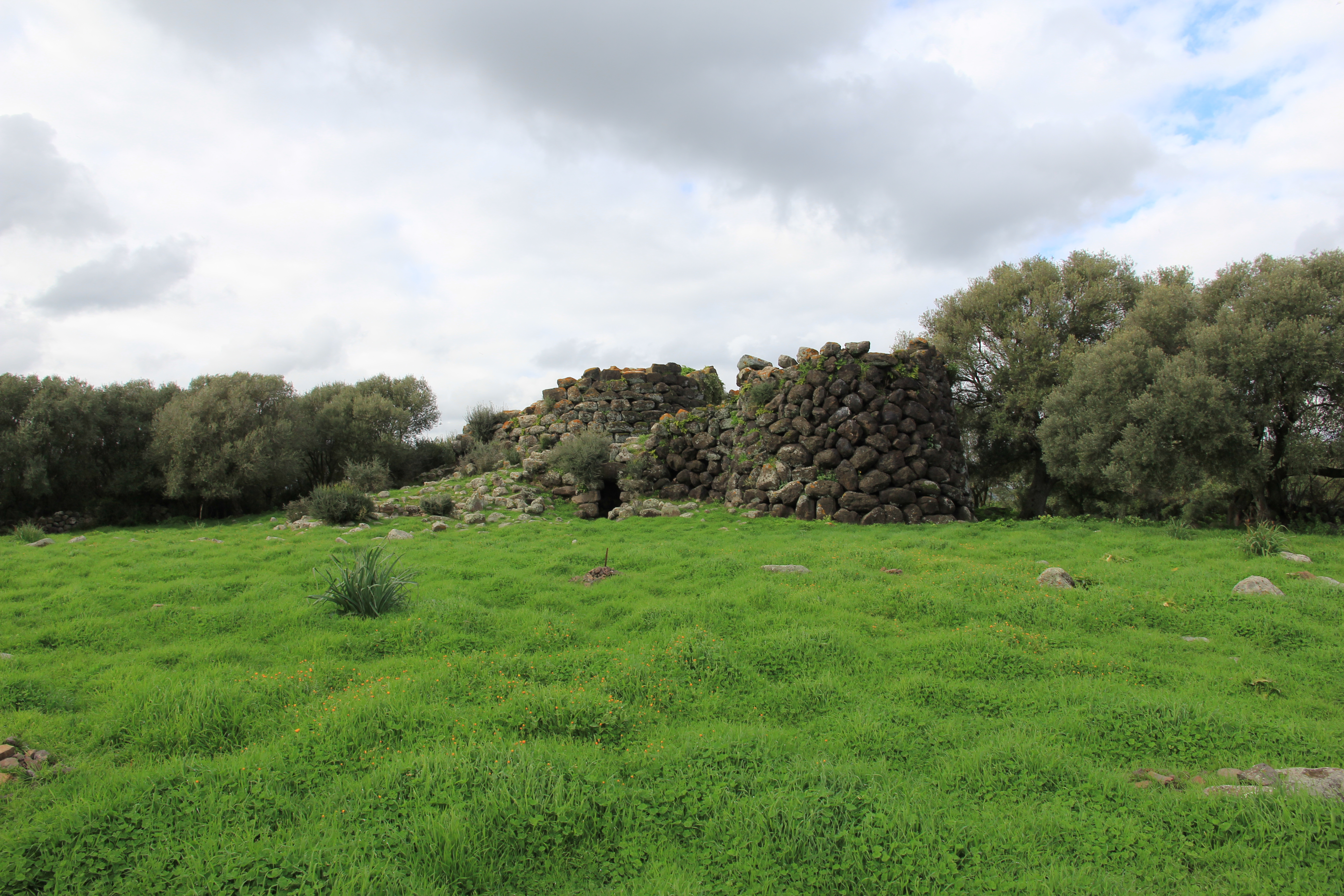
Nurago Santa Barbara, Villanova Truschedu um exemplo de nurago tancato.

## Tipologia

### Protonurago
O protonurago é considerado o tipo mais arcaico de nurago. Difere um pouco do tipo clássico de nurago 
(teto em forma de tholos) por ser mais largo e maciço. Os protonuragos geralmente têm planta irregular e não apresentam a grande câmara circular presente nas construções presumivelmente posteriores. Antes pelo contrário, estendem-se ao longo de um ou mais corredores ou câmaras alongadas. Embora careçam da câmara circular, às vezes apresentam as mesmas dimensões dos nuragos posteriores.

### Nurago misto
Este tipo se distingue pelas restaurações efetuadas ao longo do tempo, supostamente por causa da mudança no 
modelo dos nuragos, ou por outras razões.

### Nurago de apenas uma torre
É o nurago por excelência e constitui a tipologia mais difundida. A torre única, em forma de cone truncado, 
acomoda dentro dela uma ou mais câmaras sobrepostas, cobertas por tetos em forma de tholos. O acesso, 
geralmente situado ao nível do solo, leva a uma passagem que se dirige até a câmara central e se bifurca, geralmente para a esquerda, numa escada em espiral construída no interior das paredes, e que leva até ao terraço ou teto da câmara mais elevada.
Além da habitual câmara circular, no interior podem encontrar-se espaços menores, à guisa de nichos.

### Nurago "tancato"
O nurago "tancato" (termo sardo para pátio interior) representa a evolução do nurago de torre única. À torre 
principal acrescenta-se, posteriormente, outro edifício circular, conectado ao original através de duas 
paredes fechadas. Entre os edifícios há um pátio interno, às vezes dotado de um poço.

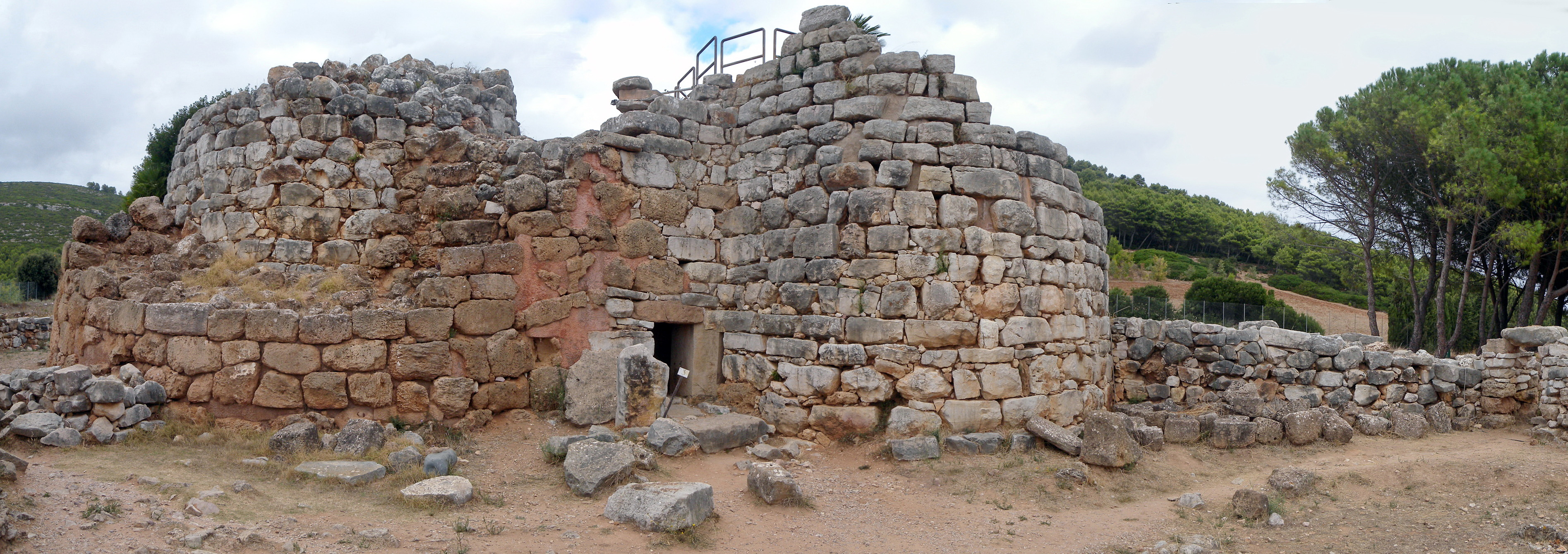
Nurago Palmavera, Alghero

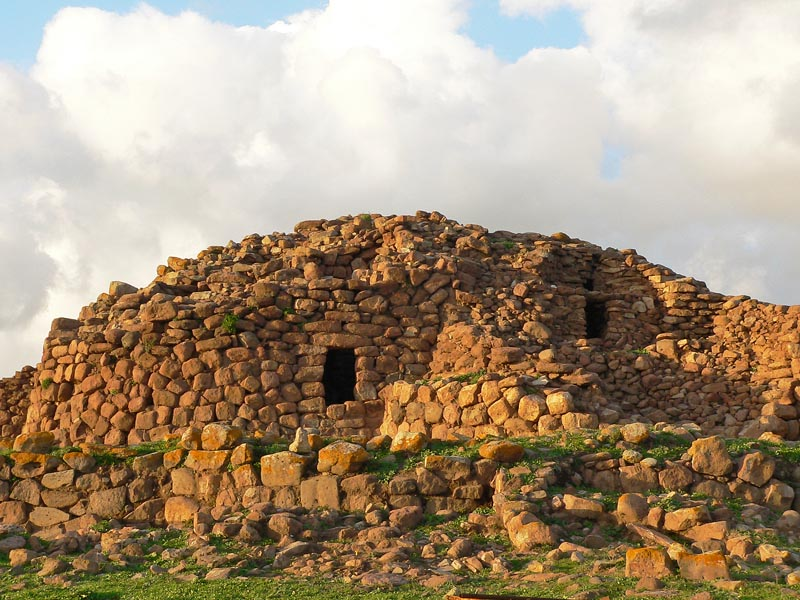
Nurago Seruci, Gonnesa

### Nurago polilobado
Também chamados palácios reais nurágicos, os nuragos polilobados são a tipologia menos comum. Muito 
elaborados e frequentemente gizados num estilo próprio, assemelham-se a autênticas fortalezas, com várias torres ligadas por muralhas de pedra, cuja função é oferecer mais espaço útil e talvez reforçar a 
torre central. Estes  "castelos megalíticos" são cercados por paredes adicionais, às vezes também providas de torres (os chamados baluartes).

## Nuragos notáveis
Os nuragos fazem parte da lista do Patrimônio da Humanidade da UNESCO. Su Nuraxi di Barumini, no sul da 
ilha, foi o escolhido para representar o patrimônio nurágico. Um dos nuragos mais altos e mais complexos 
é o Nurago Santu Antine, perto da vila de Torralba, no norte da Sardenha. Outros nuragos famosos são o 
Nurago Palmavera, perto de Alghero; Macomer; Abbasanta (ver Losa); Nurago Arrubiu, em Orroli; Nurago Seruci, 
em Gonnesa; e Nurago Genna Maria, em Villanovaforru.

## Significação cultural
Os nuragos foram construídos no meio da Idade do Bronze (séculos XVIII a XV antes de Cristo) e 
durante o Colapso da Idade do Bronze. A tese de que as estruturas de El Ahwat, em Israel, possam estar com eles relacionadas 
tem sido contestada ; tanto mais que estas datam dos séculos XII e XI antes de Cristo. Os únicos edifícios cuja relação com os nuragos é amplamente reconhecida são as torri do sul da Córsega e os talayots de Minorca e Maiorca.
Segundo Massimo Pallottino, arqueólogo italiano especializado em etruscologia, a arquitetura produzida 
pela civilização nurágica era a mais avançada de todas no Mediterrâneo ocidental, na época, incluindo 
aquelas na região da Magna Grécia. 
Dos cerca de 7.000 nuragues restantes, somente uns poucos foram cientificamente escavados.

## Galeria de imagens

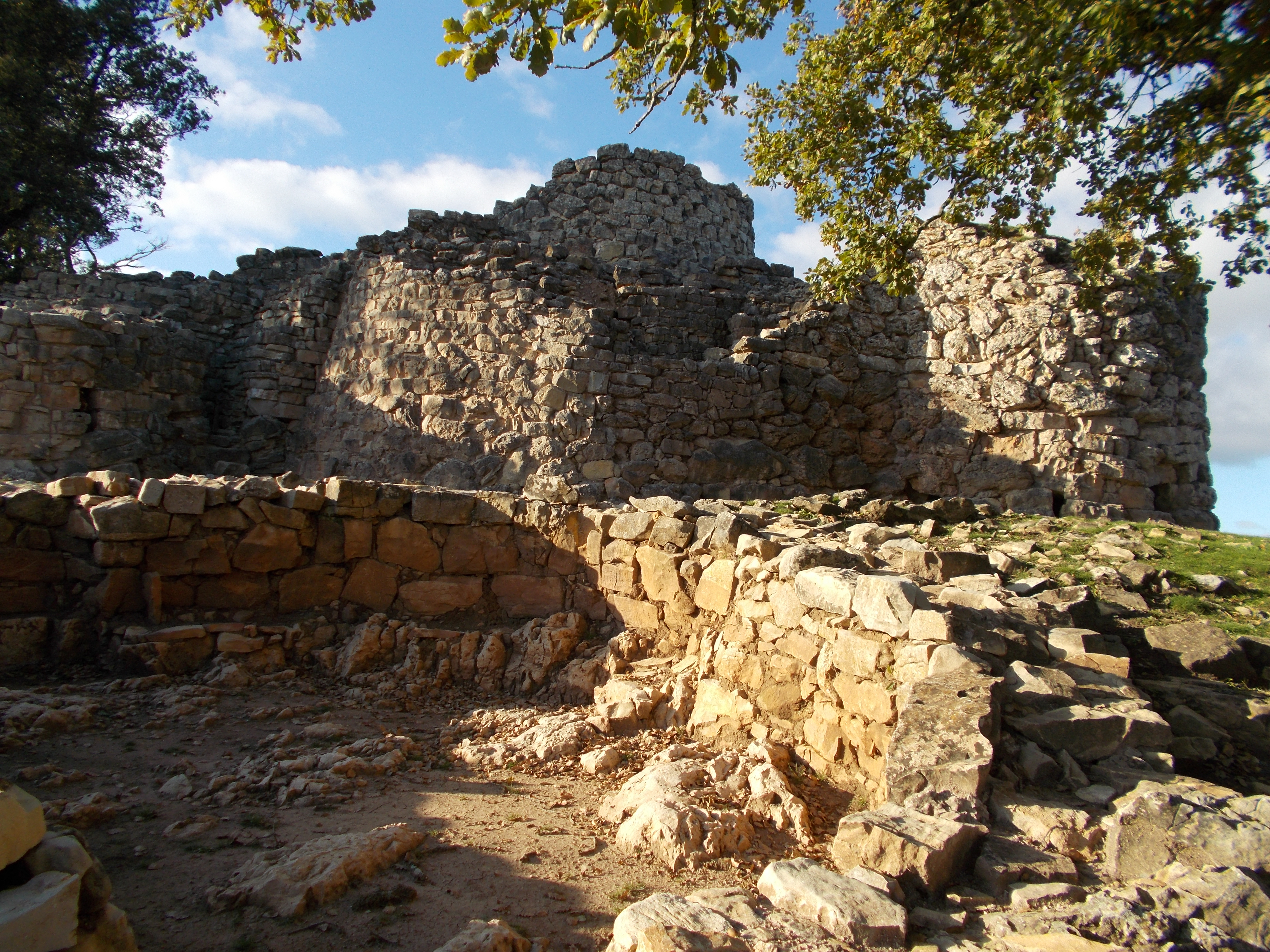
Nurago Adoni
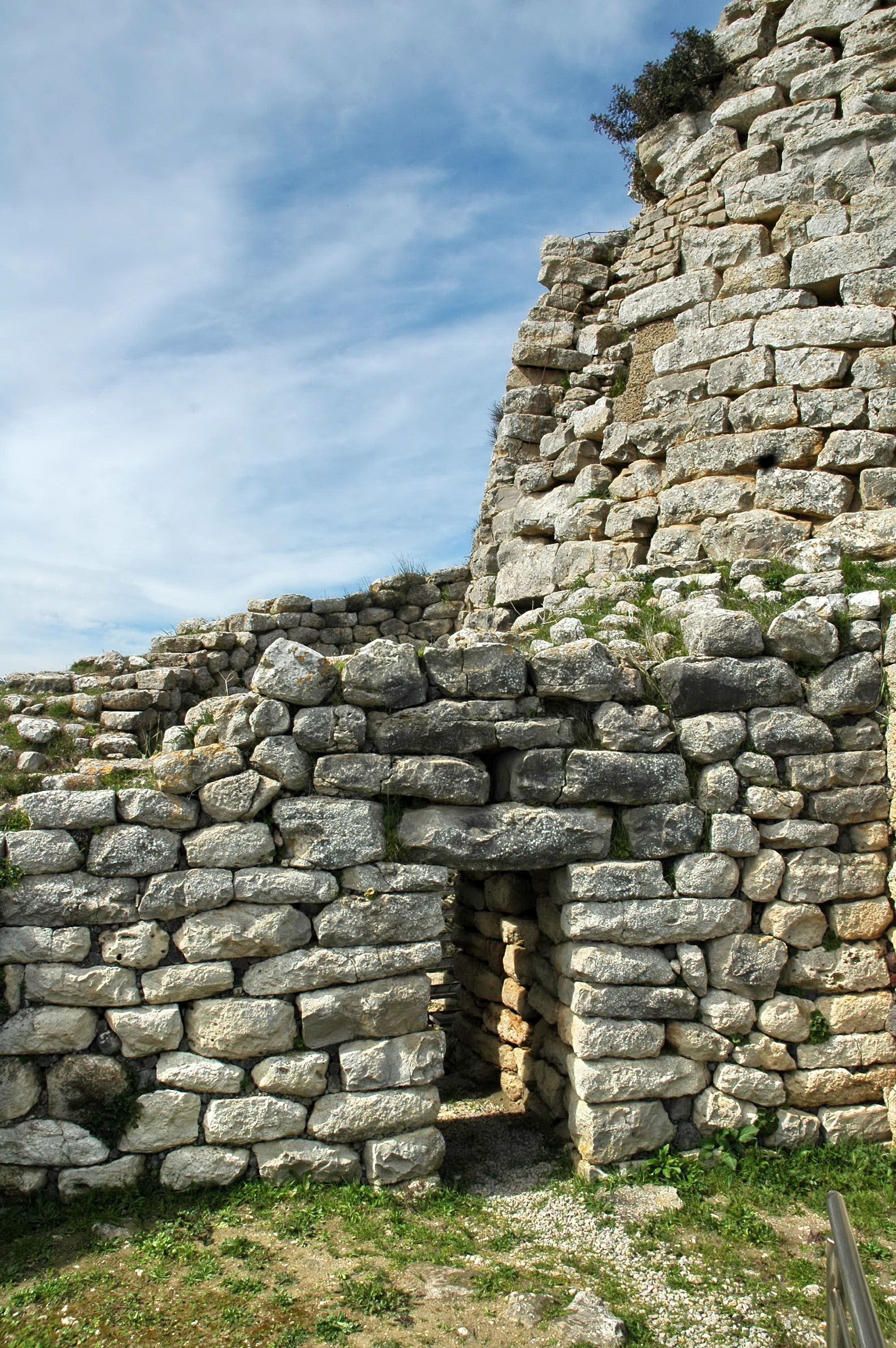
Nurago Is Paras
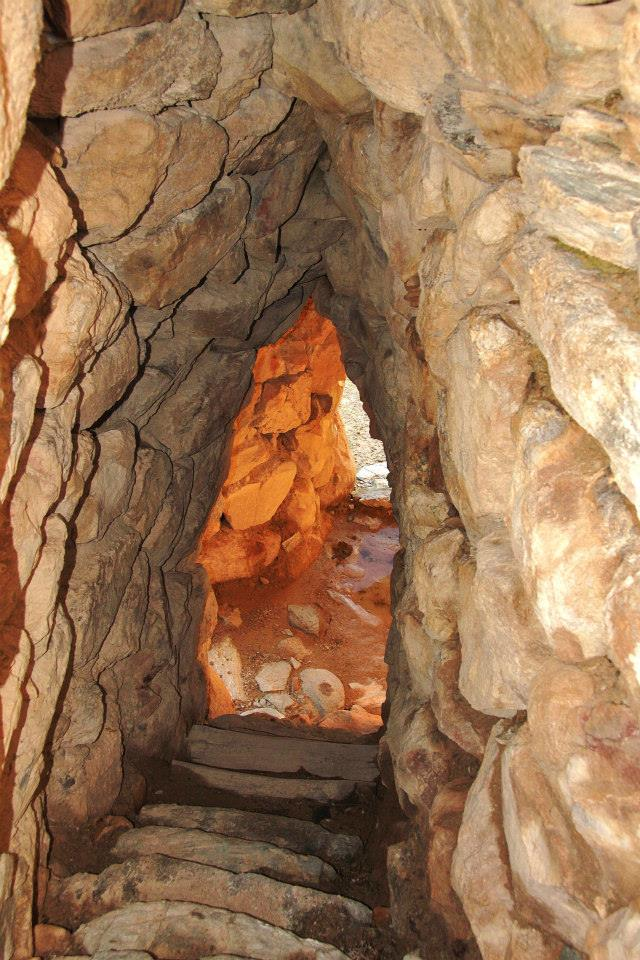
Escadaria dentro do Nuraghe Nolza
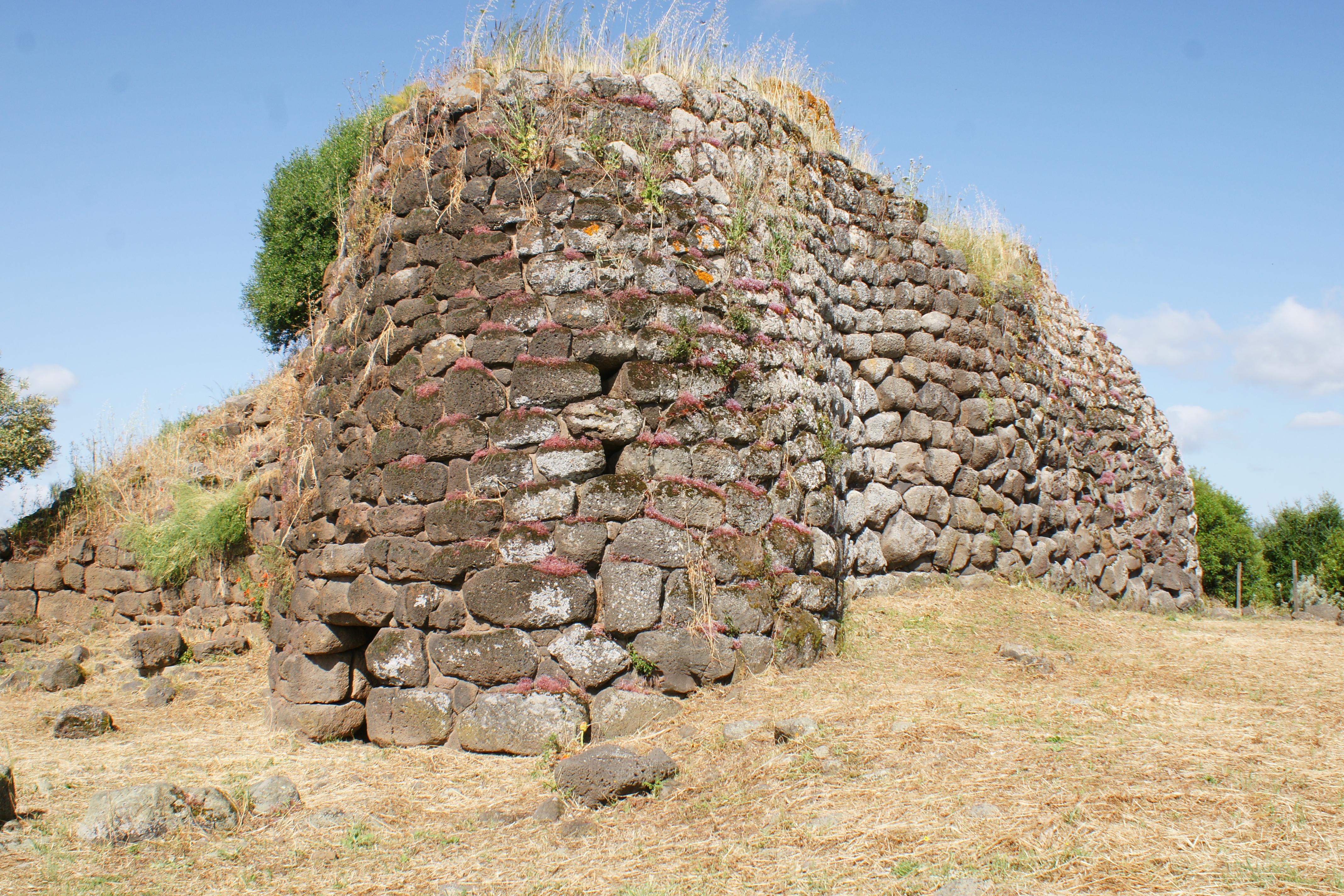
Nurago Iloi, Sedilo
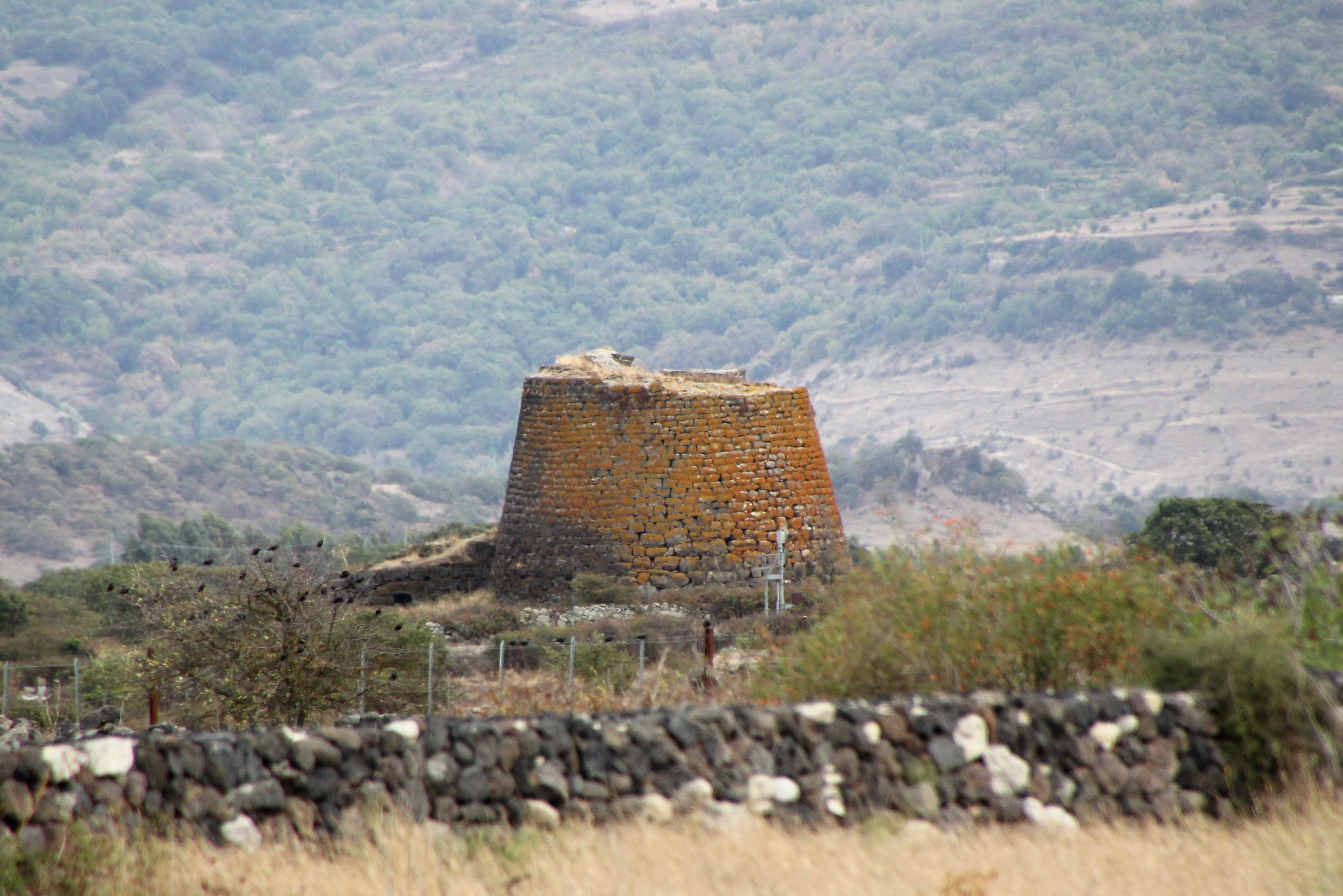
Giave, nurago Oes
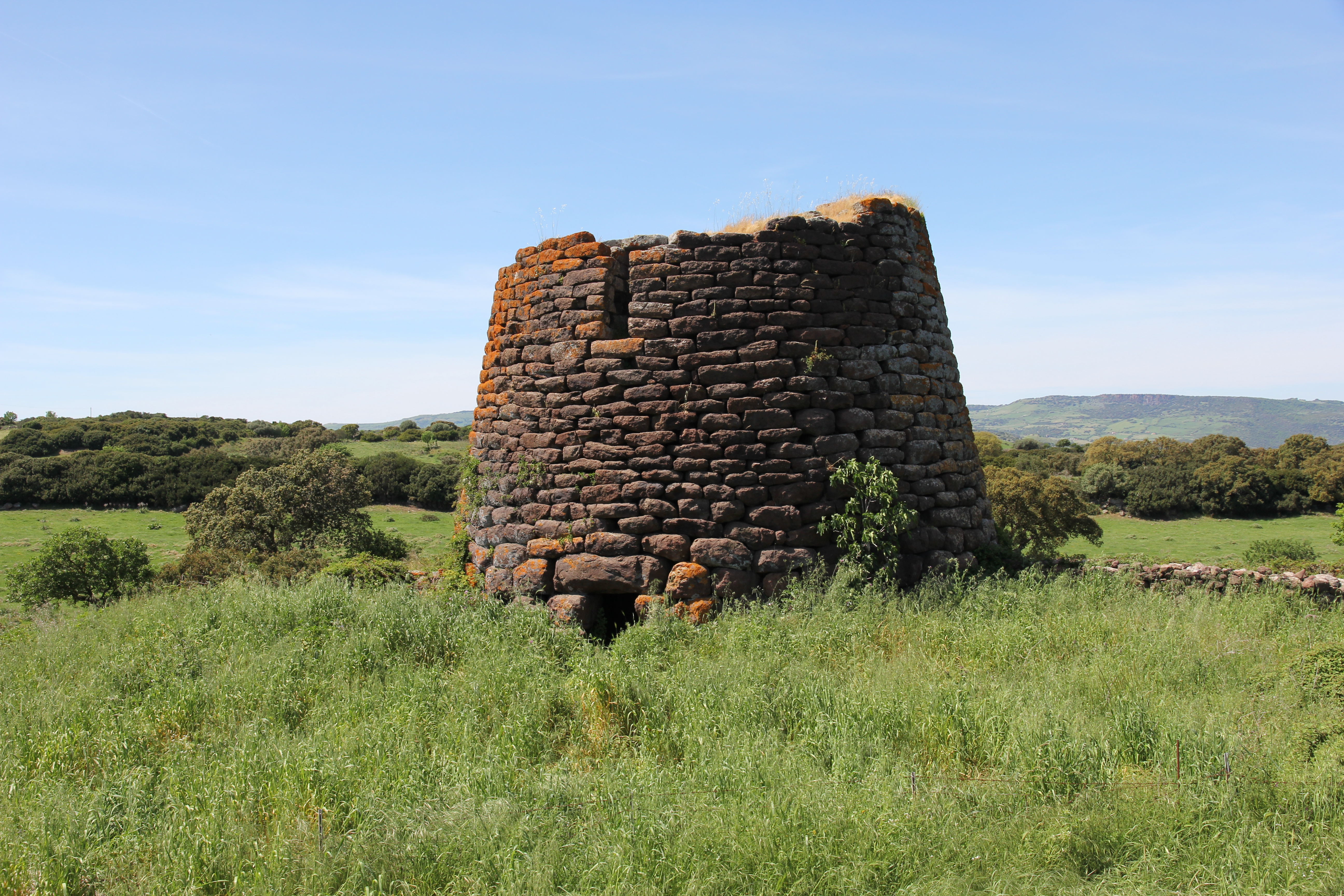
Chiaramonti, Nurago Ruiu
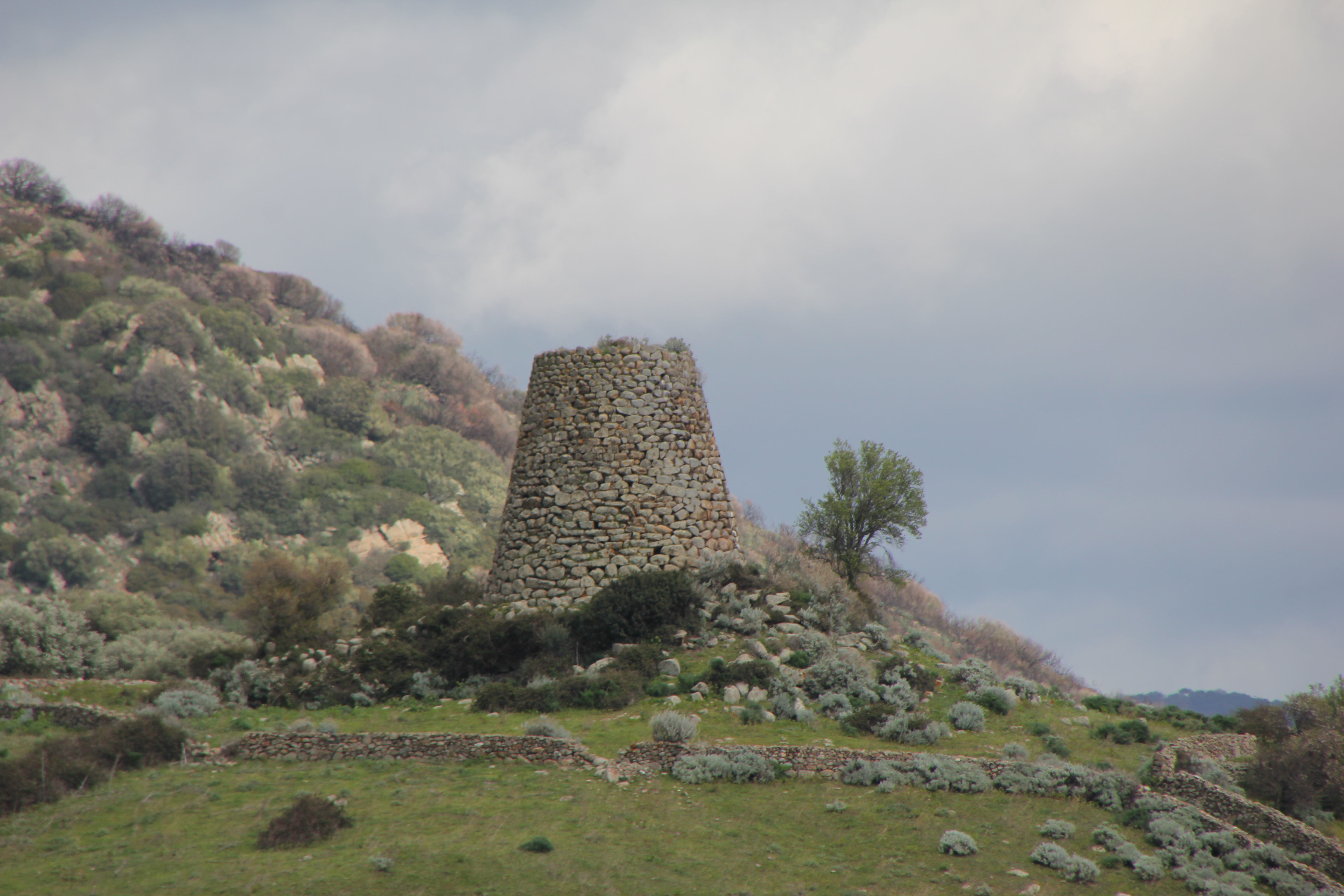
Silanus, nurago Orolio
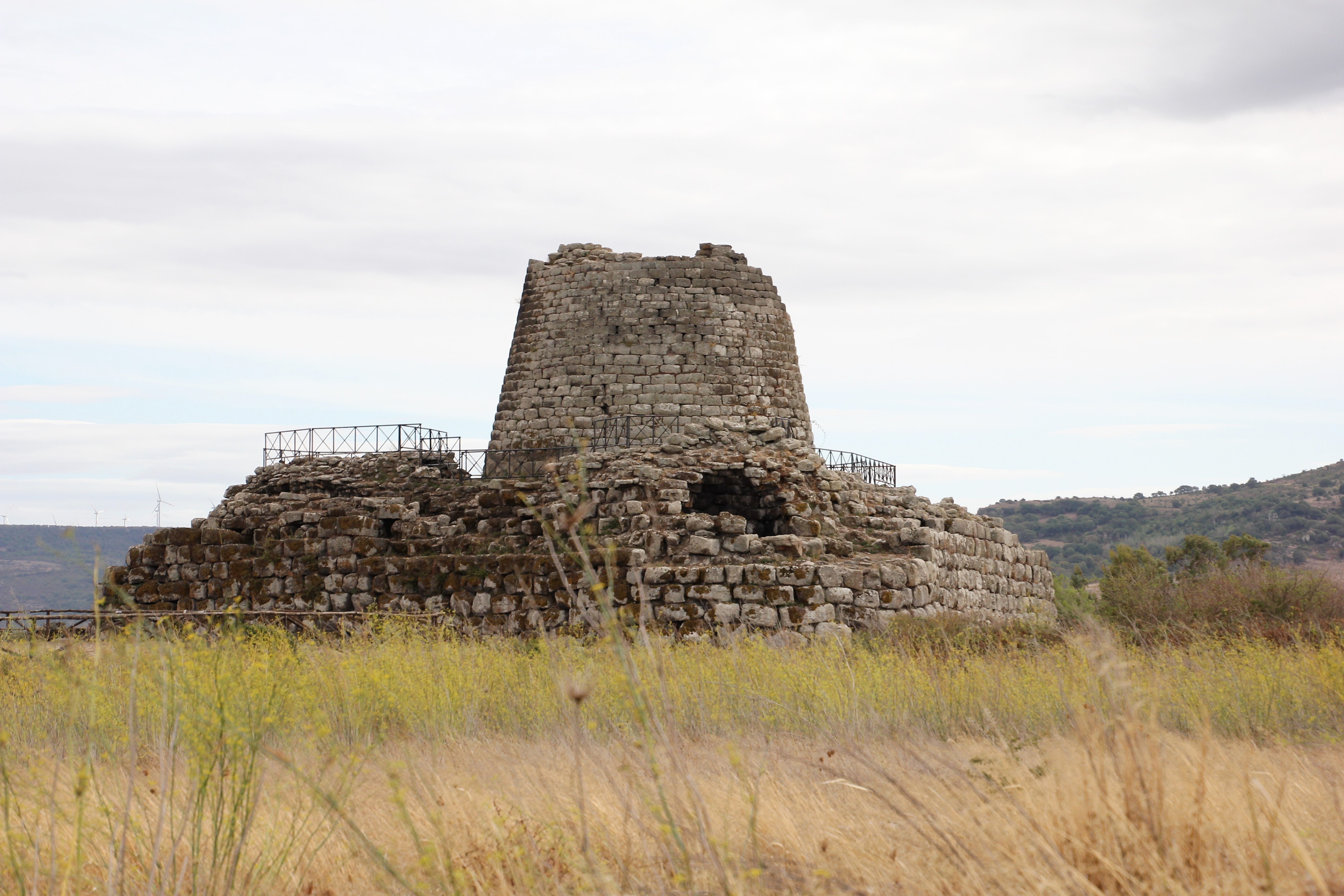
Torralba, nurago Santu Antine
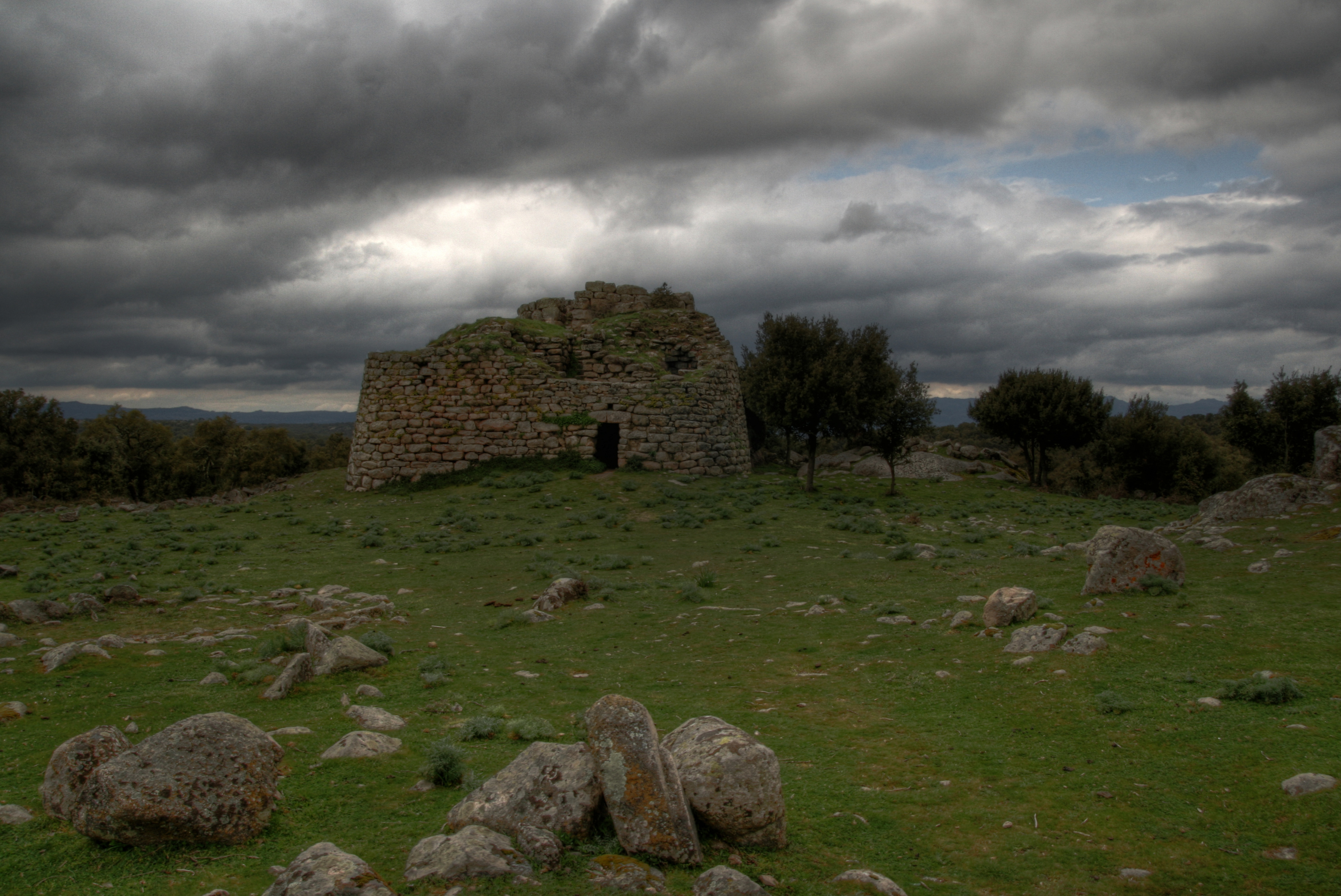
Nurago Loelle Buddusò
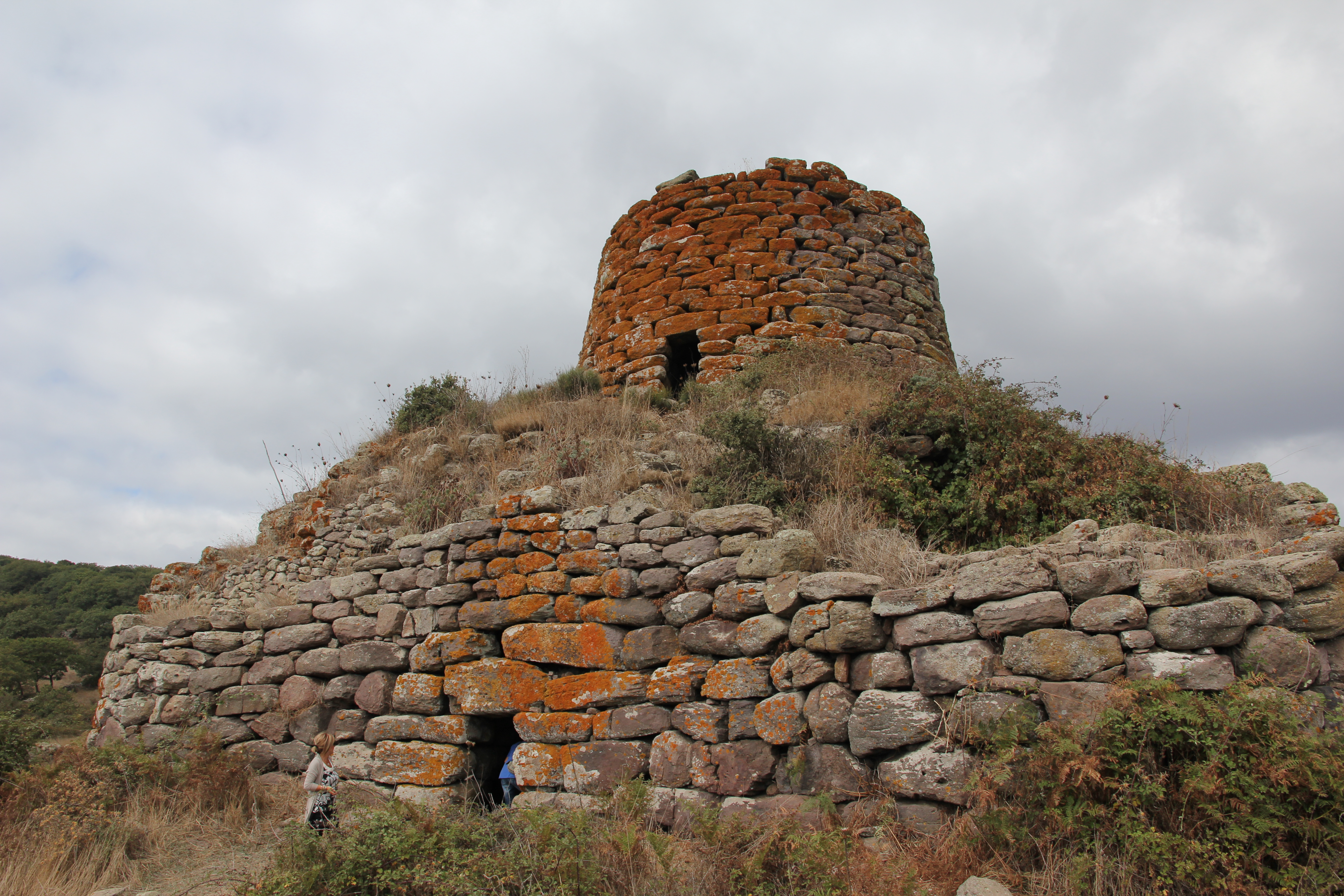
Nurago Orolo, Bortigali
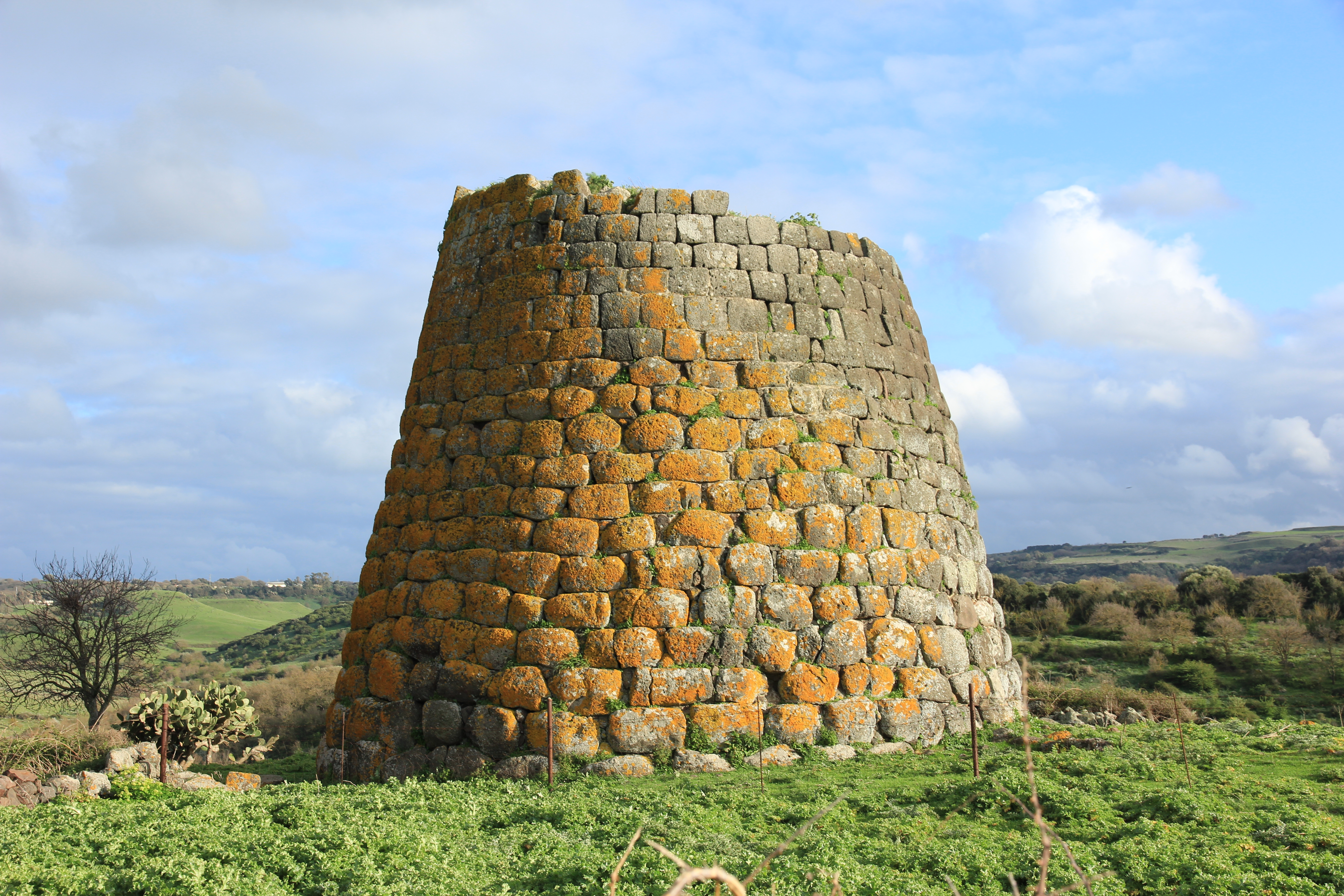
Codrongianos - Nurago Nieddu
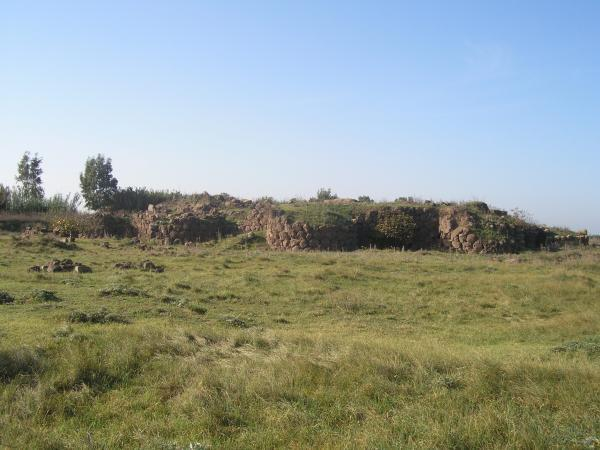
Nurago S'Urachi